# 芒维尔 (上加龙省)
芒维尔（法語：Menville）是法国上加龙省的一个市镇，属于图卢兹区（Toulouse）格雷纳德县（Grenade）。该市镇总面积5.07平方公里，2009年时的人口为518人。

## 人口
芒维尔人口变化图示